# Ematocele
L'ematocele è un versamento emorragico nella tunica vaginale dello scroto.

## Sintomatologia
Fra i sintomi e segni clinici si riscontra tumefazione e dolore.

## Eziologia
La causa principale che porta a tale manifestazione è un evento traumatico, tra cui rottura del testicolo, oppure complicanze chirurgiche di interventi come quelli di rimozione di varicocele e di voluminoso idrocele esitanti in versamenti, coagulo e micro-trombosi venose del plesso pampiniforme o della vena femorale e affluenti, o iliaca ecc.

## Terapia
Il trattamento, quando occorre, è chirurgico; si interviene tramite resezione, con drenaggio del liquido ematico, riparazione dei danni e rimozione del tessuto necrotico, dei coaguli o dei trombi.